# Wernhies
Wernhies ist eine Ortschaft und eine Katastralgemeinde der Gemeinde Kottes-Purk im Bezirk Zwettl in Niederösterreich.
Die kleine Streusiedlung befindet sich etwas südlich der Landesstraße L78 in einer nach Osten exponierten Lage. Zur Ortschaft gehört auch die Einzellage Hubhof.

## Geschichte
Der Ort wird spätestens 1751 zum ersten Mal schriftlich erwähnt.
Im Eintrag der Josephinischen Fassion aus Jahre 1786/87 gab es im heutigen Ort 6 Häuser (davon 3 in Wernhies selbst, eines in Huebhof und zwei in Thallerl - heute verfallen).
Im Jahr 1822 wurde der Ort als Dorf mit sechs Häusern genannt, das nach Niederranna eingepfarrt war, wohin auch die Kinder eingeschult wurden. Die Herrschaft Oberranna besaß die Ortsobrigkeit und besorgte die Konskription und hatte die Grundherrschaft inne, die Landgerichtsbarkeit wurde von der Herrschaft Pöggstall ausgeübt.
Nach der Entstehung der Ortsgemeinden 1849 wurde der Ort eine Katastralgemeinde der Ortsgemeinde Gschwendt.
Laut Adressbuch von Österreich war im Jahr 1938 in Wernhies ein Landwirt mit Direktvertrieb ansässig.
Im Zuge der Niederösterreichischen Kommunalstrukturverbesserung wurde der Ort durch die Vereinigung der Gemeinde Gschwendt mit der Gemeinde Kottes-Purk am 1. Jänner 1971 ein Teil der heutigen Gemeinde.

## Siedlungsentwicklung
Zum Jahreswechsel 1979/1980 befanden sich in der Katastralgemeinde Wernhies insgesamt 9 Bauflächen mit 5.655 m² und 12 Gärten auf 22.623 m², 1989/1990 gab es 7 Bauflächen. 1999/2000 war die Zahl der Bauflächen auf 18 angewachsen und 2009/2010 bestanden 8 Gebäude auf 12 Bauflächen.

## Bodennutzung
Die Katastralgemeinde ist überwiegend forstwirtschaftlich geprägt. 81 Hektar wurden zum Jahreswechsel 1979/1980 landwirtschaftlich genutzt und 118 Hektar waren forstwirtschaftlich geführte Waldflächen. 1999/2000 wurde auf 59 Hektar Landwirtschaft betrieben und 79 Hektar waren als forstwirtschaftlich genutzte Flächen ausgewiesen. Ende 2018 waren 58 Hektar als landwirtschaftliche Flächen genutzt und Forstwirtschaft wurde auf 79 Hektar betrieben. Die durchschnittliche Bodenklimazahl von Wernhies beträgt 19,6 (Stand 2010).